# Stelletta retroclada
Stelletta retroclada är en svampdjursart som beskrevs av Claude Lévi 1967. Stelletta retroclada ingår i släktet Stelletta och familjen Ancorinidae. Inga underarter finns listade i Catalogue of Life.